# Junior Firpo
Héctor Junior Firpo Adamés (Santo Domingo, 22 de agosto de 1996), conocido en los medios deportivos como Junior Firpo, es un futbolista dominicano, naturalizado español, que juega como defensa en el Real Betis Balompié de la Primera División de España.

## Trayectoria

### Inicios
Con seis años emigró a España junto a su familia, estableciéndose en la localidad malagueña de Benalmádena. Cuando era cadete de segundo año y militaba en el Atlético Benamiel, el ojeador bético en la provincia de Málaga, Manolo Guerrero, se fijó en él. Junior realizó una prueba, la cual superó, siendo citado para iniciar la pretemporada, pero su padre rechazó la oferta porque no podía dejar su trabajo. Finalmente, tras dos años más en los que jugó en el Tiro Pichón y el Puerto Malagueño, se incorporó a la cantera del Real Betis en 2014.

### Real Betis Balompié
A mediados de 2017, realizó la pretemporada con la primera plantilla, con la que participó en varios partidos amistosos jugados por el primer equipo y renovó su contrato con la entidad bética hasta 2021. Una lesión en el mes de agosto, retrasó su plena incorporación al primer equipo. 
Su debut en la Liga tuvo lugar el 12 de febrero, en la victoria a domicilio del Real Betis ante el Deportivo (0-1), en el que disputó los 90 minutos y asistió a Loren Morón en el tanto de la victoria de su equipo. Marcó su primer gol contra el R. C. D. Espanyol, el que fue el primero de los tres goles que marcó el Real Betis Balompié en ese partido (3-0). Posteriormente, en la jornada 33 de esa misma campaña, anotó contra la U. D. Las Palmas tras un centro de Antonio Barragán en el minuto 93. Este gol supuso el asentamiento en la 5.ª posición y de las posibilidades europeas.
En agosto de 2018, después de una buena temporada con el primer equipo, amplió su vinculación con los verdiblancos hasta 2023.

### Fútbol Club Barcelona
El 4 de agosto de 2019 el Fútbol Club Barcelona hizo oficial su incorporación por cinco temporadas a cambio de 18 millones de euros más 12 en variables. Disputó su primer partido oficial el 25 del mismo mes ante su anterior club, el Real Betis Balompié.

### Leeds United
Tras dos temporadas en el club azulgrana, el 6 de julio de 2021 fue traspasado al Leeds United F. C. a cambio de 15 millones de euros y un 20% de un futuro traspaso. En su segundo año en Inglaterra consiguió su primer gol con el equipo; fue el 28 de enero de 2023 en la victoria contra el Accrington Stanley F. C. en la quinta ronda de la FA Cup. Esa temporada descendieron a la EFL Championship, donde estuvo compitiendo un par de campañas antes de conseguir regresar a la Premier League, contribuyendo al éxito con cuatro goles y diez asistencias. Este era el último año de su contrato y, después de 119 partidos en Inglaterra, decidió no renovar y poner fin a su etapa en el club.

### Regreso a Sevilla
El 17 de julio de 2025 se confirmó su vuelta al Real Betis Balompié para las siguientes tres temporadas.

## Selección nacional
Participó con la selección absoluta de la República Dominicana en un partido amistoso no reconocido por la FIFA. Sin embargo, en septiembre de 2018, aceptó la convocatoria de selección sub-21 de España. Debutó con esta el 6 de septiembre de 2018 en un partido contra Albania, clasificatorio para el campeonato de Europa de la categoría.
Años después decidió que en categoría absoluta iba a jugar con su país de nacimiento y en marzo de 2024 fue convocado por la selección dominicana para disputar dos partidos ante Aruba y Perú, haciendo su debut el día 23 en el primero de ellos.

### Partidos con la selección absoluta
| \| PJ \| Fecha \| Ciudad \| Local \| Resultado \| Visitante \| Competición \| \| -- \| ------------------------ \| -------------------------- \| -------------------- \| --------- \| ------------------------- \| -------------------------- \| \| 1. \| 10 de octubre de 2015 \| Manaus \| Brasil \| (6-0) \| República Dominicana \| Amistoso \| \| 2. \| 23 de marzo de 2024 \| Santiago de los Caballeros \| República Dominicana \| (2:0) \| Aruba \| Amistoso \| \| 3. \| 26 de marzo de 2024 \| Lima \| Perú \| (4-1) \| República Dominicana \| Amistoso \| \| 4. \| 6 de junio de 2024 \| Kingston \| Jamaica \| (1-0) \| República Dominicana \| Clasificación Mundial 2026 \| \| 5. \| 11 de junio de 2024 \| San Cristóbal \| República Dominicana \| (4-0) \| Islas Vírgenes Británicas \| Clasificación Mundial 2026 \| \| 6. \| 7 de septiembre de 2024 \| Piggotts \| Bermudas \| (2-3) \| República Dominicana \| Liga de Naciones 2024-25 \| \| 7. \| 10 de septiembre de 2024 \| Piggotts \| República Dominicana \| (2-0) \| Dominica \| Liga de Naciones 2024-25 \| \| 8. \| 12 de octubre de 2024 \| Devonshire \| Antigua y Barbuda \| (0-5) \| República Dominicana \| Liga de Naciones 2024-25 \| \| 9. \| 15 de octubre de 2024 \| Devonshire \| República Dominicana \| (5-0) \| Antigua y Barbuda \| Liga de Naciones 2024-25 \| |                          |                            |                      |           |                           |                            |
| PJ | Fecha                    | Ciudad                     | Local                | Resultado | Visitante                 | Competición                |
| 1. | 10 de octubre de 2015    | Manaus                     | Brasil               | (6-0)     | República Dominicana      | Amistoso                   |
| 2. | 23 de marzo de 2024      | Santiago de los Caballeros | República Dominicana | (2:0)     | Aruba                     | Amistoso                   |
| 3. | 26 de marzo de 2024      | Lima                       | Perú                 | (4-1)     | República Dominicana      | Amistoso                   |
| 4. | 6 de junio de 2024       | Kingston                   | Jamaica              | (1-0)     | República Dominicana      | Clasificación Mundial 2026 |
| 5. | 11 de junio de 2024      | San Cristóbal              | República Dominicana | (4-0)     | Islas Vírgenes Británicas | Clasificación Mundial 2026 |
| 6. | 7 de septiembre de 2024  | Piggotts                   | Bermudas             | (2-3)     | República Dominicana      | Liga de Naciones 2024-25   |
| 7. | 10 de septiembre de 2024 | Piggotts                   | República Dominicana | (2-0)     | Dominica                  | Liga de Naciones 2024-25   |
| 8. | 12 de octubre de 2024    | Devonshire                 | Antigua y Barbuda    | (0-5)     | República Dominicana      | Liga de Naciones 2024-25   |
| 9. | 15 de octubre de 2024    | Devonshire                 | República Dominicana | (5-0)     | Antigua y Barbuda         | Liga de Naciones 2024-25   |

## Estadísticas

### Clubes
| Club                              | Div.          | Temporada     | Liga  | Liga  | Copas nacionales | Copas nacionales | Copas internacionales | Copas internacionales | Total | Total |
| Club                              | Div.          | Temporada     | Part. | Goles | Part.            | Goles            | Part.                 | Goles                 | Part. | Goles |
| --------------------------------- | ------------- | ------------- | ----- | ----- | ---------------- | ---------------- | --------------------- | --------------------- | ----- | ----- |
| Betis Deportivo Balompié · España | 2.ª B         | 2014-15       | 2     | 0     | —                | —                | —                     | —                     | 2     | 0     |
| Betis Deportivo Balompié · España | 2.ª B         | 2015-16       | 30    | 1     | —                | —                | —                     | —                     | 30    | 1     |
| Betis Deportivo Balompié · España | 3.ª           | 2016-17       | 30    | 6     | —                | —                | —                     | —                     | 30    | 6     |
| Betis Deportivo Balompié · España | 2.ª B         | 2017-18       | 13    | 1     | 1                | 0                | —                     | —                     | 14    | 1     |
| Betis Deportivo Balompié · España | Total club    | Total club    | 75    | 8     | 1                | 0                | 0                     | 0                     | 76    | 8     |
| Real Betis Balompié · España      | 1.ª           | 2017-18       | 14    | 2     | 0                | 0                | —                     | —                     | 14    | 2     |
| Real Betis Balompié · España      | 1.ª           | 2018-19       | 24    | 3     | 1                | 0                | 4                     | 0                     | 29    | 3     |
| F. C. Barcelona · España          | 1.ª           | 2019-20       | 17    | 1     | 2                | 0                | 4                     | 0                     | 23    | 1     |
| F. C. Barcelona · España          | 1.ª           | 2020-21       | 7     | 1     | 5                | 0                | 6                     | 0                     | 18    | 1     |
| F. C. Barcelona · España          | Total club    | Total club    | 24    | 2     | 7                | 0                | 10                    | 0                     | 41    | 2     |
| Leeds United F. C. Inglaterra     | 1.ª           | 2021-22       | 24    | 0     | 3                | 0                | —                     | —                     | 27    | 0     |
| Leeds United F. C. Inglaterra     | 1.ª           | 2022-23       | 19    | 1     | 5                | 1                | —                     | —                     | 24    | 2     |
| Leeds United F. C. Inglaterra     | 2.ª           | 2023-24       | 29    | 0     | 4                | 0                | —                     | —                     | 33    | 0     |
| Leeds United F. C. Inglaterra     | 2.ª           | 2024-25       | 32    | 4     | 3                | 0                | —                     | —                     | 35    | 4     |
| Leeds United F. C. Inglaterra     | Total club    | Total club    | 104   | 5     | 15               | 1                | 0                     | 0                     | 119   | 6     |
| Real Betis Balompié · España      | 1.ª           | 2025-26       | 0     | 0     | 0                | 0                | 0                     | 0                     | 0     | 0     |
| Real Betis Balompié · España      | Total club    | Total club    | 38    | 5     | 1                | 0                | 4                     | 0                     | 43    | 5     |
| Total carrera                     | Total carrera | Total carrera | 241   | 20    | 24               | 1                | 14                    | 0                     | 279   | 21    |
| 1. 2. 3.                          |               |               |       |       |                  |                  |                       |                       |       |       |

## Palmarés

### Títulos nacionales
| Título           | Club               | País       | Año     |
| ---------------- | ------------------ | ---------- | ------- |
| Copa del Rey     | F. C. Barcelona    | España     | 2020-21 |
| EFL Championship | Leeds United F. C. | Inglaterra | 2024-25 |

### Títulos internacionales
| Título          | Equipo | Sede                | Año  |
| --------------- | ------ | ------------------- | ---- |
| Eurocopa Sub-21 | España | Italia y San Marino | 2019 |